# Vincent Heinrich Mann

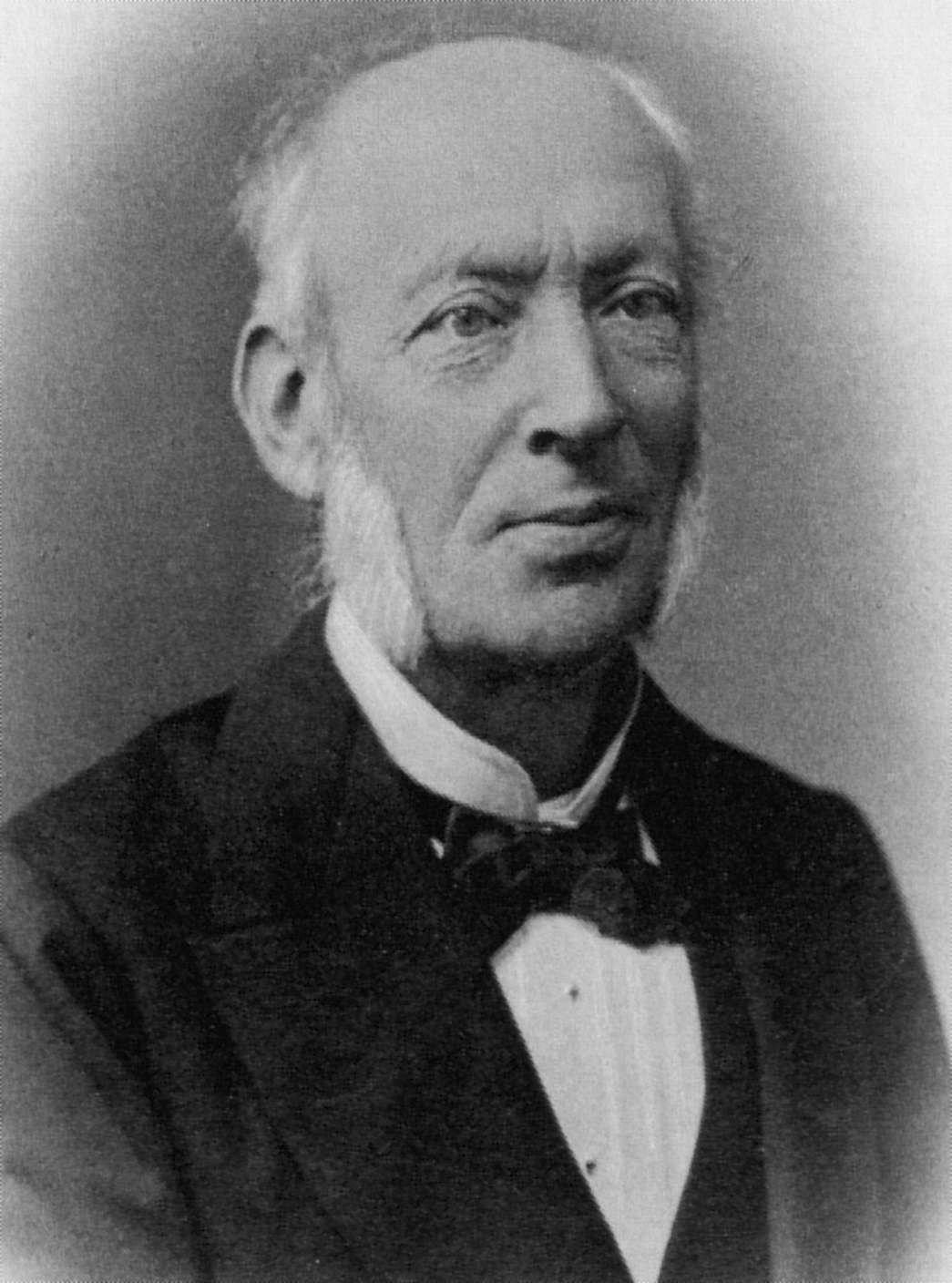
Vincent Heinrich Mann

Vincent Heinrich Mann (* 18. September 1818 in Rostock; † 27. Juni 1889 ebenda) war ein deutscher Jurist und Gerichtsrat am Oberappellationsgericht für Mecklenburg, später Senatspräsident am Oberlandesgericht.

## Leben
Vincent Heinrich Mann wurde als zweites Kind des Kaufmanns und späteren Kommerzienrats Johann Bernhard Mann und dessen Ehefrau Sophie Charlotte, geborene Kaemmerer, geboren. Johann Bernhard Mann entstammt der Rostocker Linie der Familie Mann, deren Stammvater der Schneider Sigismund Mann (1687–1772) war und aus dessen späteren Lübecker Zweig Thomas Mann stammt. 
Vincent Heinrich Mann studierte nach seiner Schulausbildung seit April 1837 an der Universität Rostock Rechtswissenschaften und wechselte zum Wintersemester an die Universität Göttingen. Im folgenden Sommersemester wechselte er an die Friedrich-Wilhelms-Universität Berlin. Von 1839 bis zum Abschluss des Studiums 1840 studierte er an der Großherzoglich Badischen Universität in Heidelberg. In Rostock wurde er Mitglied des 1837 gestifteten Corps Hanseatia Rostock und auch in Heidelberg trat er dem dortigen Corps Hanseatia bei. Datum des juristischen Doktorexamens und erste Arbeitsstelle sind unbekannt. Von 1845 bis 1864 war Vincent Heinrich Mann Mitglied des Rates der Stadt Rostock und ab 1857 auch als Syndikus für die Stadt tätig. 1864 wurde er als Gerichtsrat an das Oberappellationsgericht in Rostock berufen. 1879 erfolgte die Umsetzung des Gerichtsverfassungsgesetzes und damit die Gründung eines Oberlandesgerichts für Mecklenburg, was seinen Sitz in der Langen Straße in Rostock hatte. 1887 erfolgte hier die Ernennung Vincent Heinrich Manns zum Senatspräsidenten.
Vincent Heinrich Mann publizierte neben seiner beruflichen Tätigkeit zu stadtgeschichtlichen Themen Rostocks in Zeitschriften. Schwerpunkt dieser Abhandlungen waren Aspekte der älteren Geschichte der Stadt, wie die fürstliche Burg und die Söhne des Fürsten Borwin, ebenso kirchengeschichtliche Themen und Beiträge zur Geschichte der städtischen Verwaltung und Finanzverfassung. Er gehörte 1883 zu den Gründungsmitgliedern des Rostocker Vereins für Altertümer, in dessen Vorstand er gewählt wurde.
Vincent Heinrich Mann war seit 1846 mit Elise Scheel verheiratet. Das Ehepaar hatte keine Kinder.

## Ehrungen
Der Großherzog Friedrich Franz III. verlieh ihm 1888 das Großkomturkreuz des Hausordens der Wendischen Krone. Am 2. April 1889 wurde Vincent Heinrich Mann aus Anlass der 25-jährigen Tätigkeit am höchsten mecklenburgischen Gericht die Ehrenbürgerwürde der Hansestadt Rostock verliehen.